# 292-й истребительный авиационный полк
292-й истребительный авиационный полк (292-й иап) — воинская часть Военно-воздушных сил (ВВС) Вооружённых Сил РККА, принимавшая участие в боевых действиях Великой Отечественной войны.

## Наименования полка
За весь период своего существования полк своё наименование не менял — 292-й истребительный авиационный полк.

## Создание полка
292-й истребительный авиационный полк начал формироваться в апреле 1941 года в составе 65-й истребительной авиационной дивизии Одесского военного округа на аэродроме г. Херсон.
| ЛаГГ-3 | И-16 |

## Расформирование полка
292-й истребительный авиационный полк 14 августа 1942 года был расформирован в ВВС Московского военного округа на аэродроме г. Тулы.

## В действующей армии
В составе действующей армии:
- с 11 сентября 1941 года по 16 сентября 1941 года;
- с 25 мая 1942 года по 3 июля 1942 года;
- с 6 июля 1942 года; по 31 июля 1942 года.

## Командиры полка
- майор Слуцков Алексей Дмитриевич[2], 07.1941 — 14.08.1942

## В составе соединений и объединений
| Период        | Фронт (округ)                        | армия                                | корпус                            | дивизия                                       | примечание                                                                                |
| ------------- | ------------------------------------ | ------------------------------------ | --------------------------------- | --------------------------------------------- | ----------------------------------------------------------------------------------------- |
| 01.04.1941 г. | Одесский военный округ               | ВВС округа                           |                                   | 65-я истребительная авиационная дивизия       | Херсон, И-16                                                                              |
| 22.06.1941 г. | Одесский военный округ               | ВВС округа                           |                                   | 65-я истребительная авиационная дивизия       | Формирование не завершено и продолжилось в ходе боевых действий                           |
| 23.06.1941 г. | Южный фронт                          | 9-я отдельная армия                  | ВВС 9-й армии                     | 65-я истребительная авиационная дивизия       |                                                                                           |
| 25.06.1941 г. | Южный фронт                          | 9-я армия                            | ВВС 9-й армии                     | 65-я истребительная авиационная дивизия       |                                                                                           |
| 16.09.1941 г. | Южный фронт                          | 9-я армия                            | ВВС 9-й армии                     | 65-я истребительная авиационная дивизия       | убыл на доукомплектование и переучивание                                                  |
| 16.09.1941 г. | Закавказский фронт                   | ВВС фронта                           |                                   | 11-й запасной истребительный авиационный полк | Сандар, приступил к изучению ЛаГГ-3                                                       |
| 11.03.1942 г. | Закавказский фронт                   | ВВС фронта                           |                                   | 11-й запасной истребительный авиационный полк | Сандар, переформирован по штату 015/174                                                   |
| 11.03.1942 г. | Московский военный округ             | ВВС округа                           |                                   | 2-й запасной истребительный авиационный полк  | станция Сейма Горьковской области                                                         |
| 14.04.1942 г. | Московский военный округ             | ВВС округа                           |                                   | 2-й запасной истребительный авиационный полк  | переучен на ЛаГГ-3                                                                        |
| 14.04.1942 г. | Московский военный округ             | ВВС округа                           |                                   |                                               | Раменское, ЛаГГ-3                                                                         |
| 23.04.1942 г. | Резерв Верховного Главнокомандования |                                      | 2-я авиационная резервная бригада |                                               | Раменское, ЛаГГ-3                                                                         |
| 22.05.1942 г. | Юго-Западный фронт                   | ВВС фронта                           |                                   |                                               | ЛаГГ-3                                                                                    |
| 25.05.1942 г. | Юго-Западный фронт                   | ВВС фронта                           | Резерв фронта                     |                                               | ЛаГГ-3                                                                                    |
| 09.06.1942 г. | Юго-Западный фронт                   | 8-я воздушная армия                  | Резерв фронта                     |                                               | ЛаГГ-3                                                                                    |
| 03.07.1942 г. | Брянский фронт                       | 1-я истребительная авиационная армия |                                   | 288-я истребительная авиационная дивизия      | ЛаГГ-3                                                                                    |
| 06.07.1942 г. | Брянский фронт                       | 1-я истребительная авиационная армия |                                   | 288-я истребительная авиационная дивизия      | Приступил к боевой работе на ЛаГГ-3                                                       |
| 13.07.1942 г. | Брянский фронт                       | 1-я истребительная авиационная армия |                                   | 288-я истребительная авиационная дивизия      | Передал 3 оставшихся исправных ЛаГГ-3 в 721-й иап                                         |
| 15.07.1942 г. | Брянский фронт                       | 1-я истребительная авиационная армия |                                   | 288-я истребительная авиационная дивизия      | Перебазировался на аэродром Михайловка (25 км юго-восточнее г. Лебедянь) в резерв дивизии |
| 12.08.1942 г. | Брянский фронт                       | 1-я истребительная авиационная армия |                                   | 288-я истребительная авиационная дивизия      | Выведен из состава дивизии и убыл в Тулу                                                  |
| 14.081942 г.  | Московский военный округ             | ВВС округа                           |                                   |                                               | Тула, расформирован                                                                       |

## Участие в операциях и битвах
- Приграничные сражения в Молдавии — с 22 июня 1941 года по 29 июня 1941 года
- Воронежско-Ворошиловградская операция — с 6 июля 1942 года по 13 июля 1943 года.

## Первая победа полка в воздушном бою
Первая известная воздушная победа полка в Отечественной войне одержана 6 июля 1942 года: капитан Егоров В. И. в воздушном бою в районе д. Михайловка сбил немецкий бомбардировщик Ju-87.

## Лётчики-асы полка
| Фамилия, имя отчество     | Награды               | Сбито самолётов (+ в группе) | Примечание |
| ------------------------- | --------------------- | ---------------------------- | --- |
| Дронов Степан Дмитриевич  |                       | 7 + 4                        | Лётчик полка: май — июль 1942. Сбитых самолётов: 4 + 4 (ВОВ), Сбитых самолётов: 3 + 0 (Война в Корее (1950—1953)). Погиб в 1961 г. Разбился в авиационной катастрофе |
| Смоляков Платон Ефимович  |                       | 6 (10) + 5 (13)              | Лётчик полка: апр. — июнь 1942. Гражданская война в Испании (1936—1939): сбитых самолётов: 2 + 4 (6 + 12), боевых вылетов: около 100, воздушных боев: 29. Советско-японский конфликт на р. Халхин-Гол (1939): сбитых самолётов: 2 + 1, боевых вылетов: 90, воздушных боев: 11. ВОВ: сбитых самолётов: 2 + 0. |
| Якименко Антон Дмитриевич | Орден Дружбы (РФ).png | 15 + 1                       | Лётчик полка: сент. 1941 — окт. 1941. Боевых вылетов: 244; воздушных боев: 29/ Советско-японский конфликт на р. Халхин-Гол (1939): сбитых самолётов: 0 + 1. |

## Итоги боевой деятельности полка
Всего за годы Великой Отечественной войны полком:
| Выполнено боевых вылетов | Проведено воздушных боев | Сбито самолётов в воздухе | Уничтожено самолётов всего |
| ------------------------ | ------------------------ | ------------------------- | -------------------------- |
| 99                       | 8                        | 14                        | 14                         |

Свои потери:
| Потеряно самолётов, всего | Погибло лётчиков всего |
| ------------------------- | ---------------------- |
| 13                        | 6                      |

## Самолёты на вооружении
| Период                  | Самолёты |
| ----------------------- | -------- |
| 1941 — 11.03.1942       | И-16     |
| 14.04.1942 — 13.07.1942 | ЛаГГ-3   |

## Базирование
| Период            | Аэродром |
| ----------------- | -------- |
| 04.1041 — 06.1941 | Херсон   |